# 5-й меридіан західної довготи
5-й меридіан західної довготи — лінія довготи, що лежить на 5 градусів західніше Гринвіцького меридіана. Вона проходить від Північного полюса через Північний Льодовитий океан, Атлантичний океан, Європу, Африку, Південний океан та Антарктиду до Південного полюса.
5-й меридіан західної довготи формує велике коло разом із 175-тим меридіаном східної довготи.

## Список географічних об'єктів, що перетинає 5° зх. д.
Починаючи на Північному полюсі та рухаючись до Південного полюса, 5-й меридіан західної довготи проходить через:
| Координати                                               | Країна, територія або море | Примітки |
| -------------------------------------------------------- | -------------------------- | --- |
| 90°0′ пн. ш. 5°0′ зх. д. / 90.000° пн. ш. 5.000° зх. д.  | Північний Льодовитий океан | |
| 81°55′ пн. ш. 5°0′ зх. д. / 81.917° пн. ш. 5.000° зх. д. | Атлантичний океан          | |
| 58°38′ пн. ш. 5°0′ зх. д. / 58.633° пн. ш. 5.000° зх. д. | Велика Британія            | Шотландія |
| 55°52′ пн. ш. 5°0′ зх. д. / 55.867° пн. ш. 5.000° зх. д. | Затока Морі-Ферт           | Проходить між островами Б'ют[en] та Камбре[en], Шотландія, Велика Британія Проходить східніше острова Арран, Шотландія, Велика Британія |
| 55°7′ пн. ш. 5°0′ зх. д. / 55.117° пн. ш. 5.000° зх. д.  | Велика Британія            | Шотландія — проходить східніше Странрара                                                                                                |
| 54°45′ пн. ш. 5°0′ зх. д. / 54.750° пн. ш. 5.000° зх. д. | Ірландське море            | Проходить західніше острова Каф-оф-Мен[en], Острів Мен Проходить західніше острова Бардсі, Уельс, Велика Британія                       |
| 52°1′ пн. ш. 5°0′ зх. д. / 52.017° пн. ш. 5.000° зх. д.  | Велика Британія            | Уельс — проходить західніше Гейверфордвеста                                                                                             |
| 51°37′ пн. ш. 5°0′ зх. д. / 51.617° пн. ш. 5.000° зх. д. | Кельтське море             | |
| 50°32′ пн. ш. 5°0′ зх. д. / 50.533° пн. ш. 5.000° зх. д. | Велика Британія            | Англія — проходить східніше Труро |
| 50°9′ пн. ш. 5°0′ зх. д. / 50.150° пн. ш. 5.000° зх. д.  | Атлантичний океан          | Ла-Манш Проходить східніше острова Уессан, Франція Море Іруаз[en] Біскайська затока                                                     |
| 43°28′ пн. ш. 5°0′ зх. д. / 43.467° пн. ш. 5.000° зх. д. | Іспанія                    | |
| 36°28′ пн. ш. 5°0′ зх. д. / 36.467° пн. ш. 5.000° зх. д. | Середземне море            | Море Альборан |
| 35°24′ пн. ш. 5°0′ зх. д. / 35.400° пн. ш. 5.000° зх. д. | Марокко                    | Проходить через Фес |
| 30°10′ пн. ш. 5°0′ зх. д. / 30.167° пн. ш. 5.000° зх. д. | Алжир                      | |
| 25°6′ пн. ш. 5°0′ зх. д. / 25.100° пн. ш. 5.000° зх. д.  | Мавританія                 | Приблизно на 12 км |
| 25°0′ пн. ш. 5°0′ зх. д. / 25.000° пн. ш. 5.000° зх. д.  | Малі                       | |
| 11°59′ пн. ш. 5°0′ зх. д. / 11.983° пн. ш. 5.000° зх. д. | Буркіна-Фасо               | |
| 10°4′ пн. ш. 5°0′ зх. д. / 10.067° пн. ш. 5.000° зх. д.  | Кот-д'Івуар                | |
| 5°8′ пн. ш. 5°0′ зх. д. / 5.133° пн. ш. 5.000° зх. д.    | Атлантичний океан          | |
| 60°0′ пд. ш. 5°0′ зх. д. / 60.000° пд. ш. 5.000° зх. д.  | Південний океан            | |
| 70°21′ пд. ш. 5°0′ зх. д. / 70.350° пд. ш. 5.000° зх. д. | Антарктида                 | Проходить через Землю Королеви Мод (претендує Норвегія)                                                                                 |